# SELM

La SELM, acronyme de Servizi Elettrici Montedison, est une société italienne créée en 1979 dans le cadre de la restructuration des activités du groupe  Montedison dans le secteur de l'énergie. 
Depuis 1972, toutes les centrales électriques de production d'énergie, la division « hydrocarbures » et la société du Gaz de Milan étaient englobées dans la division « Services Montedison. »
La société SELM avait pour objectif de regrouper sous une seule entité toutes les activités électriques appartenant au groupe Montedison, en recueillant celles qui provenaient de l'ancienne société Edison avant qu'elle ne fusionne avec Montecatini. Elle récupéra ainsi pas moins de 21 centrales hydroélectriques et 2 centrales thermoélectriques de Porto Marghera tandis que la division « Services Montedison » fut maintenue tout comme la Société du Gaz de Milan et la Section hydrocarbures. 
En 1981, Montedison céda à la commune de Milan la Société du Gaz et en 1982 la SELM fut coté en bourse. En 1987, à la suite de la mise en production du plus important gisement de pétrole d'Italie, Montedison, à travers SELM et Shell décidèrent de constituer une coentreprise MonteShell, pour le contrôle d'une grande partie du secteur national des carburants, des lubrifiants, du GPL et des bitumes. 
En 1991, la SELM change de nom et devient Edison SpA.  